# Ronde van Frankrijk 2008/Negende etappe
De negende etappe van de Ronde van Frankrijk 2008 werd verreden op 13 juli 2008 over een afstand van 224 kilometer tussen Toulouse en Bagnères-de-Bigorre. Het was de eerste van twee bergetappes in de Pyreneeën. Er werden twee cols van de eerste categorie beklommen: Col de Peyresourde en Col d'Aspin.

## Verloop
Om twintig over elf vertrokken de 170 overgebleven renners uit Toulouse. Al in de eerste kilometer demarreerden zes renners, namelijk Freddy Bichot, Björn Schröder, Gianpaolo Cheula, David Moncoutié, de Nederlander Stef Clement en David de la Fuente, die hoopte veel punten te sprokkelen om zijn koppositie in het bergklassement te verstevigen. Even leek het de goede ontsnapping te zijn, maar pakweg 10 kilometer verder werden ze alweer gegrepen. Na een dik halfuur koers gingen Sebastian Lang, Nicolas Jalabert en Aljaksandr Koetsjynski ervandoor. Ze kregen een vrijgeleide van het peloton: de goede ontsnapping was vertrokken. Toen de voorsprong 14 minuten en 20 seconden bedroeg, zette Euskaltel-Euskadi zich op kop van het peloton en begon de voorsprong langzaamaan wat te zakken.
Op 80 kilometer van het einde kwam tourfavoriet Cadel Evans ten val: hij viel over de voor hem rijdende Gorka Verdugo. Evans kon met de steun van zijn ploegmaats zijn plaats in het peloton weer innemen en de race vervolgen, maar hij had wel flinke wonden op knie, elleboog en rug opgelopen.
Op de beklimming van de Col de Peyresourde kon niemand het tempo van Lang volgen. Op de top had Lang een voorsprong van een dikke halve minuut op Koesjinski. Op een kilometer van de top van de klim sprongen Maxime Monfort en David de la Fuente weg uit het peloton en ze kwamen op een kleine 6 minuten van Lang. De la Fuente sprokkelde nog een paar punten voor het bergklassement, want Lang werd stilaan een bedreiging om de bolletjestrui over te nemen.
In de afdaling verloor Koesjinski terrein ten opzichte van Lang. Luis León Sánchez kwam aansluiten bij Monfort en de la Fuente, samen haalden ze Jalabert bij. De groep achtervolgers reed een voorsprong van pakweg driekwart minuut bijeen op het peloton. Tijdens de beklimming van de Aspin waren er enkele ontsnappingen, maar die hadden geen succes, tot Riccardo Riccò aanviel. In geen tijd ging hij over Monfort en dichtte hij het gat met Lang: met nog één kilometer klimwerk voor de boeg ging hij hem voorbij. Net voor de top werd Monfort ingelopen door het peloton.
Op de top had Riccò nog een minuut voorsprong op het peloton. In de laatste (dalende) kilometers verzwakte hij geen moment: het peloton kwam geen seconde dichterbij. Vladimir Jefimkin sprong nog weg uit het peloton, maar kon de ontketende Riccò niet bijhalen. Riccò won, Jefimkin werd tweede. Cyril Dessel won de sprint voor de derde plaats, het peloton eindigde op 1 minuut en 17 seconden van Riccò.

### Tussensprints
| Tussensprint Saint-Sulpice-sur-Lèze na 29,5 km |                        |        |
| Plaats                                         | Naam                   | Punten |
| Winnaar                                        | Aljaksandr Koetsjynski | 6      |
| 2                                              | Nicolas Jalabert       | 4      |
| 3                                              | Sebastian Lang         | 2      |

| Tussensprint Sengouagnet na 111 km |                        |        |
| Plaats                             | Naam                   | Punten |
| Winnaar                            | Nicolas Jalabert       | 6      |
| 2                                  | Aljaksandr Koetsjynski | 4      |
| 3                                  | Sebastian Lang         | 2      |

### Bergsprints
| Beklimming Côte de Saint-Pey na 42 km | Beklimming Côte de Saint-Pey na 42 km | Beklimming Côte de Saint-Pey na 42 km | 4e cat. 1,7 km à 4,7 % | 4e cat. 1,7 km à 4,7 % |
| Plaats                                | Naam                                  | Naam                                  | Punten                 |                        |
| Winnaar                               | Sebastian Lang                        | Sebastian Lang                        | 3                      |                        |
| 2                                     | Aljaksandr Koetsjynski                | Aljaksandr Koetsjynski                | 2                      |                        |
| 3                                     | Nicolas Jalabert                      | Nicolas Jalabert                      | 1                      |                        |

| Beklimming Côte de Sainte-Quitterie na 46 km | Beklimming Côte de Sainte-Quitterie na 46 km | Beklimming Côte de Sainte-Quitterie na 46 km | 4e cat. 1,5 km à 5,7 % | 4e cat. 1,5 km à 5,7 % |
| Plaats                                       | Naam                                         | Naam                                         | Punten                 |                        |
| Winnaar                                      | Sebastian Lang                               | Sebastian Lang                               | 3                      |                        |
| 2                                            | Nicolas Jalabert                             | Nicolas Jalabert                             | 2                      |                        |
| 3                                            | Aljaksandr Koetsjynski                       | Aljaksandr Koetsjynski                       | 1                      |                        |

| Beklimming Côte de Mane na 91 km | Beklimming Côte de Mane na 91 km | Beklimming Côte de Mane na 91 km | 4e cat. 2 km à 5,6 % | 4e cat. 2 km à 5,6 % |
| Plaats                           | Naam                             | Naam                             | Punten               |                      |
| Winnaar                          | Sebastian Lang                   | Sebastian Lang                   | 3                    |                      |
| 2                                | Nicolas Jalabert                 | Nicolas Jalabert                 | 2                    |                      |
| 3                                | Aljaksandr Koetsjynski           | Aljaksandr Koetsjynski           | 1                    |                      |

| Beklimming Col de Buret na 113,5 km | Beklimming Col de Buret na 113,5 km | Beklimming Col de Buret na 113,5 km | 4e cat. 4,6 km à 3,2 % | 4e cat. 4,6 km à 3,2 % |
| Plaats                              | Naam                                | Naam                                | Punten                 |                        |
| Winnaar                             | Sebastian Lang                      | Sebastian Lang                      | 3                      |                        |
| 2                                   | Aljaksandr Koetsjynski              | Aljaksandr Koetsjynski              | 2                      |                        |
| 3                                   | Nicolas Jalabert                    | Nicolas Jalabert                    | 1                      |                        |

| Beklimming Col des Ares na 123,5 km | Beklimming Col des Ares na 123,5 km | Beklimming Col des Ares na 123,5 km | 3e cat. 6 km à 4,9 % | 3e cat. 6 km à 4,9 % |
| Plaats                              | Naam                                | Naam                                | Punten               |                      |
| Winnaar                             | Sebastian Lang                      | Sebastian Lang                      | 4                    |                      |
| 2                                   | Aljaksandr Koetsjynski              | Aljaksandr Koetsjynski              | 3                    |                      |
| 3                                   | Nicolas Jalabert                    | Nicolas Jalabert                    | 2                    |                      |
| 4                                   | Samuel Dumoulin                     | Samuel Dumoulin                     | 1                    |                      |

| Beklimming Col de Peyresourde na 166,5 km | Beklimming Col de Peyresourde na 166,5 km | Beklimming Col de Peyresourde na 166,5 km | 1e cat. 13,2 km à 7,1 % | 1e cat. 13,2 km à 7,1 % |
| Plaats                                    | Naam                                      | Naam                                      | Punten                  |                         |
| Winnaar                                   | Sebastian Lang                            | Sebastian Lang                            | 15                      |                         |
| 2                                         | Aljaksandr Koetsjynski                    | Aljaksandr Koetsjynski                    | 13                      |                         |
| 3                                         | Nicolas Jalabert                          | Nicolas Jalabert                          | 11                      |                         |
| 4                                         | David de la Fuente                        | David de la Fuente                        | 9                       |                         |
| 5                                         | Maxime Monfort                            | Maxime Monfort                            | 8                       |                         |
| 6                                         | Luis León Sánchez                         | Luis León Sánchez                         | 7                       |                         |
| 7                                         | Mikel Astarloza                           | Mikel Astarloza                           | 6                       |                         |
| 8                                         | Matteo Carrara                            | Matteo Carrara                            | 5                       |                         |

| Beklimming Col d'Aspin na 198 km | Beklimming Col d'Aspin na 198 km | Beklimming Col d'Aspin na 198 km | 1e cat. 12,3 km à 6,5 % | 1e cat. 12,3 km à 6,5 % |
| Plaats                           | Naam                             | Naam                             | Punten                  |                         |
| Winnaar                          | Riccardo Riccò                   | Riccardo Riccò                   | 30                      |                         |
| 2                                | Sebastian Lang                   | Sebastian Lang                   | 26                      |                         |
| 3                                | Bernhard Kohl                    | Bernhard Kohl                    | 22                      |                         |
| 4                                | David de la Fuente               | David de la Fuente               | 18                      |                         |
| 5                                | Vincenzo Nibali                  | Vincenzo Nibali                  | 16                      |                         |
| 6                                | Óscar Pereiro                    | Óscar Pereiro                    | 14                      |                         |
| 7                                | Denis Mensjov                    | Denis Mensjov                    | 12                      |                         |
| 8                                | Samuel Sánchez                   | Samuel Sánchez                   | 10                      |                         |

## Uitslag
| rang | renner             | land       | ploeg            | tijd       |
| ---- | ------------------ | ---------- | ---------------- | ---------- |
| 1    | Riccardo Riccò     | Italië     | Saunier Duval    | 5u 39' 28" |
| 2    | Vladimir Jefimkin  | Rusland    | AG2R             | op 1' 04"  |
| 3    | Cyril Dessel       | Frankrijk  | AG2R             | op 1' 17"  |
| 4    | Dmitri Fofonov     | Kazachstan | Crédit Agricole  | z.t.       |
| 5    | Christian Knees    | Duitsland  | Team Milram      | z.t.       |
| 6    | Maxime Monfort     | België     | Cofidis          | z.t.       |
| 7    | Alejandro Valverde | Spanje     | Caisse d'Epargne | z.t.       |
| 8    | Roman Kreuziger    | Tsjechië   | Liquigas         | z.t.       |
| 9    | Damiano Cunego     | Italië     | Lampre           | z.t.       |
| 10   | Jaroslav Popovytsj | Oekraïne   | Silence-Lotto    | z.t.       |

## Strijdlustigste renner
| renner         | land      | ploeg             |
| -------------- | --------- | ----------------- |
| Sebastian Lang | Duitsland | Team Gerolsteiner |

## Algemeen klassement
| rang | renner                | land             | ploeg                  | tijd        |
| ---- | --------------------- | ---------------- | ---------------------- | ----------- |
|      | Kim Kirchen           | Luxemburg        | Team Columbia          | 38u 07' 19" |
| 2    | Cadel Evans           | Australië        | Silence-Lotto          | op 6"       |
| 3    | Christian Vande Velde | Verenigde Staten | Team Garmin - Chipotle | op 44"      |
| 4    | Stefan Schumacher     | Duitsland        | Team Gerolsteiner      | op 56"      |
| 5    | Denis Mensjov         | Rusland          | Rabobank               | op 1' 03"   |
| 6    | Alejandro Valverde    | Spanje           | Caisse d'Epargne       | op 1' 12"   |
| 7    | Stijn Devolder        | België           | Quickstep              | op 1' 21"   |
| 8    | Óscar Pereiro         | Spanje           | Caisse d'Epargne       | z.t.        |
| 9    | Samuel Sánchez        | Spanje           | Euskaltel-Euskadi      | op 1' 27"   |
| 10   | Carlos Sastre         | Spanje           | Team CSC - Saxo Bank   | op 1' 34"   |

## Nevenklassementen

### Puntenklassement
| rang | renner       | land      | ploeg           | punten |
| ---- | ------------ | --------- | --------------- | ------ |
|      | Kim Kirchen  | Luxemburg | Team Columbia   | 123    |
| 2    | Óscar Freire | Spanje    | Rabobank        | 119    |
| 3    | Thor Hushovd | Noorwegen | Crédit Agricole | 105    |

### Bergklassement
| rang | renner             | land      | ploeg             | punten |
| ---- | ------------------ | --------- | ----------------- | ------ |
|      | David de la Fuente | Spanje    | Saunier Duval     | 61     |
| 2    | Sebastian Lang     | Duitsland | Team Gerolsteiner | 57     |
| 3    | Riccardo Riccò     | Italië    | Saunier Duval     | 50     |

### Jongerenklassement
| rang | renner          | land      | ploeg                | tijd        |
| ---- | --------------- | --------- | -------------------- | ----------- |
|      | Andy Schleck    | Luxemburg | Team CSC - Saxo Bank | 38u 09' 17" |
| 2    | Maxime Monfort  | België    | Cofidis              | op 9"       |
| 3    | Roman Kreuziger | Tsjechië  | Liquigas             | op 22"      |

### Ploegenklassement
| rang | ploeg                | land       | tijd         |
| ---- | -------------------- | ---------- | ------------ |
|      | Team CSC - Saxo Bank | Denemarken | 114u 24' 23" |
| 2    | Caisse d'Epargne     | Spanje     | + 3.29       |
| 3    | Saunier Duval Scott  | Spanje     | + 4.47       |

1e etappe ·
2e etappe ·
3e etappe ·
4e etappe ·
5e etappe ·
6e etappe ·
7e etappe ·
8e etappe ·
9e etappe ·
10e etappe ·
11e etappe ·
12e etappe ·
13e etappe ·
14e etappe ·
15e etappe ·
16e etappe ·
17e etappe ·
18e etappe ·
19e etappe ·
20e etappe ·
21e etappe
Startlijst · Eindstanden · Afbeeldingen